# Lys jordhumle
Lys Jordhumle (latin Bombus lucorum) er en almindeligt forekommende humlebi i Danmark. Træffes bl.a. i haver, på heder og i ferske enge.